# Vasile Miclăuș
Vasile Miclăuș (n. 13 aprilie 1954, Micești, Cluj, România – d. 30 aprilie 2009, Turda, România) a fost un politician român, deputat în legislatura 1996-2000, ales în județul Cluj pe listele PUNR.

## Biografie
Vasile Miclăuș s-a născut la data de 13 aprilie 1954 în satul Micești, comuna Tureni, judetul Cluj.